# Dr. Phibes Rises Again
Dr. Phibes Rises Again! é um filme do Reino Unido de 1972, dirigido por Robert Fuest. É a sequência de The Abominable Dr. Phibes, filme de 1971 do mesmo diretor e repetindo o protagonista, Vincent Price.

## Elenco
- Vincent Price...Dr. Anton Phibes
- Robert Quarry...Darrus Biederbeck
- Valli Kemp...Vulnavia
- Peter Jeffrey...Inspetor Trout
- Fiona Lewis...Diana Trowbridge
- Hugh Griffith...Harry Ambrose
- Peter Cushing...capitão
- Beryl Reid...Senhora Ambrose
- Terry-Thomas...Lombardo
- John Cater...Superintendente Waverley
- Gerald Sim...Hackett
- Lewis Fiander...Baker
- John Thaw...Shavers
- Keith Buckley...Stewart
- Milton Reid...Butler
- Caroline Munro...Victoria Regina Phibes

## Sinopse
O Doutor Phibes se coloca em animação suspensa por três anos desde os eventos do filme anterior. Em 1928, ele desperta graças a um esperado alinhamento da Lua e descobre que sua casa foi destruída e um papiro antigo que guardava num cofre fora roubado. Esse documento trazia um mapa com a localização de uma tumba de faraó desconhecida a qual seria banhada pelo lendário "Rio da Vida" de tempos em tempos, de acordo com o movimento da Lua alinhada com os outros planetas. Phibes descobre quem roubou o papiro e o recupera, com a ajuda de sua assistente Vulnávia (que não está com a face afetada pelo derramamento de ácido ocorrido no fim do filme anterior). Com o papiro em seu poder ele parte até o Egito, levando o corpo de sua falecida esposa Victória, a qual pretende ressuscitar banhando-a no Rio da Vida. Em seu encalço vão o misterioso Biederbeck, o ladrão que sabe sobre a tumba, além dos policiais Trout e Waverley, que investigam os crimes do doutor maníaco.

## Roteiros não filmados
1971: The Bride of Dr. Phibes. William Goldstein e James Whiton propuseram esse roteiro para a AIP como a sequência do primeiro filme. Ambientado em 1934, ele detalhava a luta de Phibes contra um homem estranho chamado Emil Salveus, membro de uma sociedade secreta de satanistas chamada Instituto de Física Phenomena. Salveus seria na verdade Lem Vesalius, filho do personagem de Joseph Cotten Henri Vesalius, que aparecera em The Abominable Dr. Phibes. Salveus planeja roubar o corpo de Victoria, o que motiva Phibes a matar vários membros da sociedade. No final Phibes recupera e revive o corpo de Victoria numa cena que lembra Bride of Frankenstein de 1935.
197?: Dr. Phibes in the Holy Land. Mencionado por Vincent Price em vária entrevistas.
197?: The Son of Dr. Phibes de Robert Fuest. Phibes iria se juntar a seu filho (que seria interpretado também por Vincent Price) contra os poluidores do meio ambiente. O modus operandi deveria se inspirar em fenômenos naturais: inundações, terremotos e outros.
1977: Phibes Resurrectus. Teve um destino semelhante a The Bride of Dr. Phibes. Goldstein e Whiton venderam para Roger Corman que organizara a New World Pictures; Corman queria para o elenco Forrest J Ackerman como uma duplicata mecânica de Phibes que seria perseguida pelo Inspetor Trout.
1981: Dr. Phibes. Phibes reviveria em 1981 em Nova Iorque.
1984: Phibes Resurrectus de Goldstein e Whiton. É o mesmo roteiro do anterior, mas com a primeira parte reescrita. David Carradine intrepretaria Phibes
198? The Seven Fates of Dr. Phibes. Preparado por Paul Clemens e Ron Magid. Foi levado a Vincent Price que concordou em recriar o papel. Iniciado a partir do final de Dr. Phibes Rises Again, Phibes reviveu Victoria e busca por sete estátuas de marfim representativas de monstros lendários gregos. Ao retornar a Londres, Phibes descobre que a casa foi demolida e as estátuas vendidas a várias pessoas. Phibes planeja matar os proprietários, realizando os assassinatos de acordo com a mitologia inspiradora da estátua que o possuidor comprou. As estátuas incluiriam representações de Cíclope, Cerberus, Arachne, Medusa e Minotauro e os policiais Trout e Waverley da Scotland Yard novamente investigam os crimes. Vulnavia é revelada como a deusa Atena.